# Bob Anderson
Pour les articles homonymes, voir Anderson et Bob Anderson (homonymie).
Pas d'image ? Cliquez ici
Robert « Bob » Anderson est un coureur de Grands Prix moto et automobile anglais né le 19 mai 1931 à Hendon (dans le Borough londonien de Barnet) et mort le 14 août 1967 à Northampton,. Il a participé de 1958 à 1960 à des Grands Prix moto et de 1963 à 1967 à vingt-six grands prix de Formule 1 en championnat du monde et vingt-quatre épreuves hors-championnat, débutant le 20 juillet 1963 au Grand Prix de Grande-Bretagne 1963. Il a inscrit huit points en championnat du monde. 

## Biographie
Après avoir couru plusieurs saisons en Grand Prix moto, où il finit à plusieurs reprises dans les dix premiers, il se lance dans la compétition automobile en 1961 en Formule Junior avec une Lola au Grand Prix de Snetterton. Il est engagé l'année suivante par l'équipe Lotus Junior avec laquelle il remporte une course sur l'Autodrome de Montlhéry et finit second à Monaco. 
Il s'inscrit en Formule 1 en 1963 avec sa propre voiture, une Lola Mk4 à moteur Climax, avec l'écurie DW Racing Enterprises, petite équipe comparée à d'autres écuries privées telles que la Scuderia Filipinetti ou le Rob Walker Racing Team. En dépit de cet obstacle, il amène sa Lola à la victoire au Grand Prix de Rome, épreuve hors-Championnat dès la première année. L'année suivante, toujours au sein de la même équipe, il conduit une Brabham-Climax, et obtient son meilleur résultat au Grand Prix d'Autriche où il termine à la 3e place. En tant que meilleur débutant privé de la saison 1964, il est récompensé par le Trophée von Trips (von Trips Memorial Trophy).  
En 1967, lors d'essais privés sur le circuit de Silverstone, sa Brabham quitte la piste rendue glissante par les mauvaises conditions météorologiques et percute un poste de contrôle. Grièvement blessé à la poitrine et au cou, il meurt à l'hôpital de Northampton.

## Résultats en Championnat du Monde de Formule 1
| Saison | Écurie                | Châssis      | Moteur             | Pneus            | GP disputés | Points inscrits | Classement |
| ------ | --------------------- | ------------ | ------------------ | ---------------- | ----------- | --------------- | ---------- |
| 1963   | DW Racing Enterprises | Lola Mk4     | Coventry Climax V8 | Dunlop           | 2           | 0               | Nc.        |
| 1964   | DW Racing Enterprises | Brabham BT11 | Coventry Climax V8 | Dunlop           | 7           | 5               | 11e        |
| 1965   | DW Racing Enterprises | Brabham BT11 | Coventry Climax V8 | Firestone        | 5           | 0               | Nc.        |
| 1966   | DW Racing Enterprises | Brabham BT11 | Coventry Climax l4 | Firestone        | 6           | 1               | 17e        |
| 1967   | DW Racing Enterprises | Brabham BT11 | Coventry Climax l4 | Firestone Dunlop | 6           | 2               | 16e        |